# 仙台市立向山小学校
仙台市立向山小学校（せんだいしりつ むかいやましょうがっこう）は、宮城県仙台市太白区にある公立小学校である。

## 概要
学区は広瀬川の南側にある丘陵地に学校があり隣には宮城県仙台向山高等学校がある。学区内には宮城県中央児童館、東北工業大学、野草園、仙台の放送局の送信所がある大年寺山がある。

## 所在地
- 仙台市太白区向山三丁目19-1

## 沿革
- 1934年（昭和9年）10月1日 - 仙台市立向山尋常小学校として開校
- 1941年（昭和16年）4月1日 - 仙台市向山国民学校に改称
- 1947年（昭和22年）4月1日 - 仙台市立向山小学校に改称

## 学区
- 青山2丁目の一部、越路、長嶺の大部分、萩ヶ丘、向山、茂ヶ崎1丁目、2丁目、3丁目の大部分、八木山香澄町の大部分、八木山松波町、八木山緑町、八木山弥生町

## 卒業後
- 愛宕中学校へ進学する。

## 著名な関係者
- 八巻寛治（上級教育カウンセラー、ガイダンスカウンセラー、学級経営スーパーバイザー）- 教諭として3年間勤務
- 菅野よう子 - 2011年3月に起きた、東日本大震災の応援ソング「花は咲く」作曲者。6年間在籍。5から6年生の時はスクールバンドに在籍。卒業後は、仙台市立愛宕中学校へ進学。ブラスバンド部副部長。